# Carlos Tapia
Carlos Daniel Tapia (Buenos Aires, 20 agosto 1962) è un ex calciatore argentino, di ruolo centrocampista. Campione del Mondo con la Nazionale argentina nel 1986.

## Carriera

### Club
Iniziò nel River Plate nel 1981, quando l'allora allenatore Alfredo Di Stéfano lo inserì in prima squadra, nel ruolo che era stato di Norberto Alonso.
Nel 1985 si trasferì ai rivali del Boca Juniors, giocandovi per due stagioni; detiene il record di unico giocatore ad aver giocato per il Boca in quattro diversi periodi, vincendo l'Campionato di Apertura 1992. In tutte le competizioni ha giocato 217 partite per il Boca, segnando 46 reti.

### Nazionale
Ha giocato per la nazionale di calcio argentina durante Messico 1986, anche se durante il torneo gli furono concessi solo pochi minuti, durante i quali colse comunque un palo clamoroso nella partita contro l'Inghilterra, pochissimi istanti dopo il gol inglese del 2 a 1. Era l'unico giocatore del Boca nella rosa vincitrice dei mondiali insieme a Julio Olarticoechea.

## Palmarès

### Club

#### Competizioni nazionali
- Campionato argentino: 2

River Plate: Nacional 1981
Boca Juniors: Apertura 1992

#### Competizioni internazionali
- Copa de Oro: 1

Boca Juniors: 1993

### Nazionale
- Campionato mondiale: 1

Messico 1986